# 馬其頓鎮區 (愛荷華州波特瓦特米縣)
馬其頓鎮區（英語：Macedonia Township）是位於美國愛荷華州波特瓦特米縣的一個行政鎮區。

## 地方資料
根據2010年美國人口普查的數據，馬其頓鎮區的面積為62.16平方千米，當中陸地面積為62.07平方千米，而水域面積為0.09平方千米。當地共有人口396人，而人口密度為每平方千米6.37人。